# 臺中市立啟聰學校
臺中市立啟聰學校（英語：Taichung Municipal Taichung Special Education School for The Hearing impaired）簡稱中聰，是位於臺灣臺中市西屯區一所專收聽覺障礙生跟智能障礙生的公立特殊教育學校，1956年成立。

## 校史
- 1956年12月25日，於台中縣豐原鎮豐勢路237-1號處，成立「臺灣省立臺南盲啞學校豐原分部」，由馬新貞擔任分部主任。台灣省立台南盲啞學校分撥啞科小學部二、三、四年級學生各一班，教師五人，逐漸增班至小學部七班，教師十一人。
- 1960年4月1日，台灣省政府核准獨立設校為「臺灣省立豐原盲啞學校」，由臺南盲啞學校校長白今愚兼任校長，並增設聾科初級職業部。
- 1961年，增設聾科高級職業部。
- 1962年8月1日，奉中華民國教育部令改稱校名「臺灣省豐原盲啞學校」。
- 1968年8月1日盲聾分校，盲生轉撥臺灣省立臺中啟明學校（今臺中市立啟明學校），校名改為「臺灣省立臺中啟聰學校」。
- 1979年8月，遷校於臺中市西屯區台中工業區附近的安和路上。
- 1994年，成立高職部資料處理科、餐飲科、嬰幼兒實驗班和融合班。
- 2000年2月1日，因精省，省立學校改國立，改隸「國立臺中啟聰學校」，同年招收以智能障礙為主的各障別學生。
- 2017年1月1日，改隸為「臺中市立啟聰學校」。

## 歷任校長
1. 白今愚：1960年3月1日－1960年8月1日
2. 金傳書：1960年8月1日－1964年7月9日
3. 呂漢奎：1964年7月9日－1967年9月6日
4. 馮家駿：1967年9月6日－1973年4月16日
5. 任宗堯：1973年4月16日－1974年8月17日
6. 許天威：1974年8月17日－1976年12月2日
7. 蘇清守：1976年12月2日－1980年12月28日
8. 謝水湳：1980年12月28日－1988年2月1日
9. 蔡錦松：1988年2月1日－1994年1月31日
10. 林文雄：1994年2月1日－1998年1月31日（原大湖農工校長派任，後調任省立臺中啟明學校）
11. 洪昭義：1998年2月1日－2002年1月31日（原省立臺中啟明學校校長派任，後調任桃園農工）
12. 洪明財：2002年2月1日－2008年7月31日（原國立彰化啟智學校主任，後調任水商工）
13. 張金華：2008年8月1日－2012年7月31日（原教務主任，後調任苗栗高商）
14. 許榮添：2012年8月1日－2016年7月31日（原國立宜蘭特殊教育學校校長，後調任國立永靖高工）
15. 林麗容：2016年8月1日－2020年7月31日（原國立竹山高級中學主任，後調任國立南投特殊教育學校）
16. 王敬儒：2020年8月1日－2024年7月31日（原教務主任，後調任臺中市立啟明學校）
17. 蔡明郡：2024年8月1日－現任

## 學部
高職部
- 啟聰班
  - 資料處理科
  - 美工科
- 啟智班
  - 綜合職能科
  - 包裝服務科

國中部
- 啟聰班
- 啟智班

國小部
- 啟聰班
- 啟智班

幼兒部
- 啟聰班
- 啟智班

## 週邊環境
地理
- 大肚台地
- 筏子溪

經濟
- 台中工業區
- 七期重劃區
- 安和重劃區
- 寶成集團總部
- 西屯區聯合辦公大樓
- 勞委會職訓局中區職訓中心

教育與醫療
- 東海大學
- 逢甲大學
- 嶺東科技大學
- 臺中市西屯區協和國民小學
- 澄清醫院中港院區
- 台中榮民總醫院

## 外部連結
- 市立台中啟聰學校
- 市立台中啟聰學校家長會